# Félix-Nicolas Potocki
Mikołaj Szczęsny Potocki (en français : Nicolas-Felix Potocki), né le 16 février 1845 à Tulczyn et mort 3 juin 1921 à Paris, est un aristocrate polonais, naturalisé français en 1905.

## Biographie
Fils du comte Mieczysław Potocki et de sa deuxième épouse Emilia née Świeykowska, Mikołaj Szczęsny émigre en France avec toute sa famille en 1861. Le couple parental est alors en conflit. Mikołaj Szczęsny accompagne sa mère qui quitte son mari, alors que son père garde auprès de lui son fils Grzegorz en qui il voit son héritier.
Le 5 novembre 1870, le comte Mikołaj Szczęsny épouse à Londres Emmanuella née Pignatelli di Cerchiara, fille de l'ancien ambassadeur du royaume de Naples en Russie.
En 1867, son demi-frère Grzegorz Potocki fait construire à Paris un hôtel particulier connu désormais sous le nom de hôtel Potocki. Ce véritable palais du 27, avenue de Friedland est aujourd'hui un des meilleurs exemples parisiens d’architecture classique française. Après la mort de son demi-frère en 1871 à Saint-Cloud à la suite d'une blessure causée par un obus allemand et celle de leur père en 1878, Mikołaj Szczęsny hérite de la totalité de la fortune des Potocki.  
Le comte Potocki et son épouse emménagent dans l'hôtel parisien qu'il transforment en un véritable palais dont les remises peuvent accueillir 60 voitures et les écuries - abreuvoir en marbre rose et stalles en acajou-peuvent héberger 38 chevaux.  Dans leur somptueuse demeure, ils reçoivent de nombreux artistes : Jacques-Emile Blanche, Jean-Louis Forain, Léon Bonnat, Edouard Detaille, Gabriel Fauré, Ignacy Paderewski, Guy de Maupassant, Paul Bourget ou encore Robert de Montesquiou. Immensément riche, dépensière à l’excès, crainte pour son humour et ses réparties cinglantes, la comtesse Potocka tient un salon littéraire et inspire de nombreux écrivains. Elle est l'héroïne de Mont-Oriol et de Notre Cœur deux romans de Guy de Maupassant, elle est la duchesse Bleue de Paul Bourget, la séductrice du roman de Jean Lorrain : Très Russe. Jacques-Emile Blanche en a  fait un personnage de son roman autobiographique Aymeris.
L'hôtel Potocki est également surnommé « Crédit polonais » parce que le compte apporte un soutien actif à ses compatriotes exilés à Paris, comme le jeune pianiste Artur Rubinstein.  
Le couple se sépare en décembre 1887 et officiellement, de corps et des biens, en 1901. Il n'a pas d'enfants. 
C'est en décembre 1884, que le comte Potocki achète au baron Arthur de Rothschild le pavillon de chasse de Croix Saint-Jacques, ainsi que quelques autres propriétés du Perray. En 1885, il acquiert le domaine de Grange Colombe à Rambouillet.  
Au Perray comme à Rambouillet, le comte reçoit toute la haute société française. Il organise en saison des chasses très prisées où se retrouvent le roi de Serbie, des grands-ducs russes, le duc de la Trémoïlle, le duc de Morny, le duc de Noailles mais également des hommes politiques dont le président Félix Faure. Le comte est propriétaire de la faisanderie de La Guitonnerie qui peuple de ses oiseaux les terrains de chasse de Jonvillers, Grange-Colombe, Croix-Saint-Jacques, proches du Perray et de Rambouillet, régions dont les chasses du comte Nicolas Potocki font la prospérité, chaque endroit possédant son rendez-vous de chasse, ses communs, ses écuries, son garage et sa ferme, où, plusieurs fois par semaine, pendant près de cinq mois de l'année, règne une animation extraordinaire, tant par l'arrivée des invités que par le nombre des gardes et des aides.
En août 1914, il transforme sa propriété de La Croix Saint-Jacques en hôpital militaire qu'il confie à l'Association des Dames de France. Il en est l'administrateur. 
Il est mort à Paris en 1921 et inhumé dans la crypte familiale à Montrésor, en Indre-et-Loire.
Propriétaire d’une énorme fortune, il l'a léguée à son lointain parent Alfred Potocki de Łańcut.